# Campionati europei di nuoto 1997
La XXIIIª edizione dei campionati europei di nuoto si è svolta a Siviglia (Spagna) dal 13 al 24 agosto 1997.
Sono state inserite nel programma le gare dei tuffi sincronizzati ed il programma è salito a 51 competizioni; tuttavia è stata l'ultima occasione in cui la pallanuoto ha fatto parte della rassegna.

La Russia ha eguagliato il record di medaglie d'oro vinte nella stessa edizione (18), stabilito dalla Germania Est a Strasburgo 1987.

## Medagliere
| Posizione | Paese       |    |    |    | Totale |
| --------- | ----------- | -- | -- | -- | ------ |
| 1         | Russia      | 16 | 9  | 3  | 28     |
| 2         | Germania    | 15 | 8  | 10 | 33     |
| 3         | Ungheria    | 4  | 1  | 2  | 7      |
| 4         | Italia      | 3  | 5  | 5  | 13     |
| 5         | Paesi Bassi | 2  | 2  | 3  | 7      |
| 6         | Spagna      | 2  | 2  | 2  | 6      |
| 7         | Irlanda     | 2  | 2  | 0  | 4      |
| 8         | Regno Unito | 2  | 1  | 3  | 6      |
| 9         | Bielorussia | 2  | 0  | 1  | 3      |
| 10        | Francia     | 1  | 7  | 4  | 12     |
| 11        | Svezia      | 1  | 3  | 3  | 7      |
| 12        | Danimarca   | 1  | 0  | 2  | 3      |
| 13        | Ucraina     | 0  | 6  | 3  | 9      |
| 14        | Slovacchia  | 0  | 3  | 0  | 3      |
| 15        | Polonia     | 0  | 1  | 1  | 2      |
| 16        | Israele     | 0  | 1  | 0  | 1      |
| 16        | Jugoslavia  | 0  | 1  | 0  | 1      |
| 18        | Rep. Ceca   | 0  | 0  | 3  | 3      |
| 19        | Belgio      | 0  | 0  | 2  | 2      |
| 20        | Austria     | 0  | 0  | 1  | 1      |
| 20        | Finlandia   | 0  | 0  | 1  | 1      |
| 20        | Romania     | 0  | 0  | 1  | 1      |
| Totale    | Totale      | 51 | 52 | 50 | 153    |

## Nuoto in acque libere

### Uomini
| Evento | Oro              | Perform. | Argento                    | Perform. | Bronzo        | Perform. |
| 5 km   | Alekseij Akat'ev | 56'07"   | Evgenij Bezručenko         | 56'14"   | Luca Baldini  | 56'19"   |
| 25 km  | Alekseij Akat'ev | 5h05'00" | Stephane Lécat André Wilde | 5h08'36" | non assegnato | -        |

### Donne
| Evento | Oro          | Perform. | Argento          | Perform. | Bronzo         | Perform. |
| 5 km   | Peggy Büchse | 1h00'51" | Valeria Casprini | 1h00'52" | Rita Kovács    | 1h01'06" |
| 25 km  | Rita Kovács  | 5h21'58" | Valeria Casprini | 5h23'28" | Edith van Dijk | 5h25'58" |

## Nuoto

### Uomini
| Evento               | Oro                                                                      | Perform. | Argento                                                                                 | Perform. | Bronzo                                                                             | Perform. |
| Stile libero         |                                                                          |          |                                                                                         |          |                                                                                    |          |
| 50 m                 | Aleksandr Popov                                                          | 22"30    | Mark Foster                                                                             | 22"53    | Julien Sicot                                                                       | 22"78    |
| 100 m                | Aleksandr Popov                                                          | 49"09    | Lars Frölander                                                                          | 49"51    | Oleh Ruklevič                                                                      | 49"84    |
| 200 m                | Paul Palmer                                                              | 1'48"45  | Massimiliano Rosolino                                                                   | 1'49"02  | Béla Szabados                                                                      | 1'49"98  |
| 400 m                | Emiliano Brembilla                                                       | 3'45"46  | Massimiliano Rosolino                                                                   | 3'48"11  | Paul Palmer                                                                        | 3'50"03  |
| 1500 m               | Emiliano Brembilla                                                       | 14'58"65 | Igor Snitko                                                                             | 15'07"85 | Denys Zavhorodniy                                                                  | 15'19"28 |
| Dorso                |                                                                          |          |                                                                                         |          |                                                                                    |          |
| 100 m                | Martín López-Zubero                                                      | 55"71    | Eithan Urbach                                                                           | 55"88    | Vladimir Sel'kov                                                                   | 55"97    |
| 200 m                | Vladimir Sel'kov                                                         | 1'59"21  | Emanuele Merisi                                                                         | 1'59"63  | Ralf Braun                                                                         | 1'59"91  |
| Rana                 |                                                                          |          |                                                                                         |          |                                                                                    |          |
| 100 m                | Aljaksandr Hukaŭ                                                         | 1'02"17  | Károly Güttler                                                                          | 1'02"23  | Daniel Malek                                                                       | 1'02"27  |
| 200 m                | Aljaksandr Hukaŭ                                                         | 2'13"90  | Andrej Korneev                                                                          | 2'14"40  | Daniel Malek                                                                       | 2'14"74  |
| Delfino              |                                                                          |          |                                                                                         |          |                                                                                    |          |
| 100 m                | Lars Frölander                                                           | 52"85    | Denys Sylant'jev                                                                        | 53"27    | Franck Esposito                                                                    | 53"28    |
| 200 m                | Franck Esposito                                                          | 1'57"24  | Denys Sylant'jev                                                                        | 1'58"48  | Steve Parry                                                                        | 1'58"78  |
| Misti                |                                                                          |          |                                                                                         |          |                                                                                    |          |
| 200 m                | Marcel Wouda                                                             | 2'00"77  | Xavier Marchand                                                                         | 2'01"08  | Jani Sievinen                                                                      | 2'02"12  |
| 400 m                | Marcel Wouda                                                             | 4'15"38  | Frederik Hviid                                                                          | 4'19"68  | Robert Seibt                                                                       | 4'20"43  |
| Staffette            |                                                                          |          |                                                                                         |          |                                                                                    |          |
| 4x100 m stile libero | Russia Aleksandr Popov Roman Egorov Denis Pimankov Vladimir P'išnenko    | 3'16"85  | Germania Alexander Lüderitz Steffen Zesner Christian Tröger Torsten Spanneberg          | 3'18"33  | Paesi Bassi Bram van Haandel Martijn Zuijdweg Mark Veens Pieter van den Hoogenband | 3'20"82  |
| 4x200 m stile libero | Regno Unito Paul Palmer Andrew Clayton Gavin Meadows James Salter        | 7'17"56  | Paesi Bassi Pieter van den Hoogenband Mark van der Zijden Martijn Zuijdweg Marcel Wouda | 7'17"84  | Germania Lars Conrad Christian Keller Stefan Pohl Steffen Zesner                   | 7'18"86  |
| 4x100 m misti        | Russia Vladimir Sel'kov Andrej Korneev Vladislav Kulikov Aleksandr Popov | 3'39"67  | Germania Ralf Braun Jens Kruppa Thomas Rupprath Christian Tröger                        | 3'41"47  | Polonia Mariusz Siembida Marek Krawczyk Marcin Kaczmarek Bartosz Kizierowski       | 3'42"20  |

### Donne
| Evento               | Oro                                                                     | Perform. | Argento                                                                     | Perform. | Bronzo                                                                        | Perform. |
| Stile libero         |                                                                         |          |                                                                             |          |                                                                               |          |
| 50 m                 | Natal'ja Meščerjakova                                                   | 25"31    | Sandra Völker                                                               | 25"45    | Therese Alshammar                                                             | 25"78    |
| 100 m                | Sandra Völker                                                           | 55"38    | Martina Moravcová                                                           | 55"46    | Antje Buschschulte                                                            | 55"50    |
| 200 m                | Michelle Smith                                                          | 1'59"93  | Nadežda Čemezova                                                            | 1'59"97  | Camelia Potec                                                                 | 2'00"17  |
| 400 m                | Dagmar Hase                                                             | 4'09"58  | Michelle Smith                                                              | 4'10"50  | Kerstin Kielgass                                                              | 4'10"89  |
| 800 m                | Kerstin Kielgass                                                        | 8'34"41  | Carla Geurts                                                                | 8'36"14  | Jana Henke                                                                    | 8'39"93  |
| Dorso                |                                                                         |          |                                                                             |          |                                                                               |          |
| 100 m                | Antje Buschschulte                                                      | 1'01"74  | Roxana Maracineanu                                                          | 1'01"84  | Sandra Völker                                                                 | 1'02"23  |
| 200 m                | Cathleen Rund                                                           | 2'11"56  | Antje Buschschulte                                                          | 2'12"05  | Roxana Maracineanu                                                            | 2'12"06  |
| Rana                 |                                                                         |          |                                                                             |          |                                                                               |          |
| 100 m                | Ágnes Kovács                                                            | 1'08"08  | Svitlana Bondarenko                                                         | 1'08"87  | Brigitte Becue                                                                | 1'09"42  |
| 200 m                | Ágnes Kovács                                                            | 2'24"90  | Alicja Peczak                                                               | 2'28"04  | Brigitte Becue                                                                | 2'28"90  |
| Delfino              |                                                                         |          |                                                                             |          |                                                                               |          |
| 100 m                | Mette Jacobsen                                                          | 59"64    | Martina Moravcová                                                           | 59"74    | Johanna Sjöberg                                                               | 1'00"17  |
| 200 m                | María Peláez                                                            | 2'10"25  | Michelle Smith                                                              | 2'10"88  | Mette Jacobsen                                                                | 2'11"97  |
| Misti                |                                                                         |          |                                                                             |          |                                                                               |          |
| 200 m                | Oksana Verevka                                                          | 2'14"74  | Martina Moravcová                                                           | 2'15"02  | Jana Kločkova                                                                 | 2'15"03  |
| 400 m                | Michelle Smith                                                          | 4'42"08  | Jana Kločkova                                                               | 4'43"07  | Hana Cerna                                                                    | 4'44"05  |
| Staffette            |                                                                         |          |                                                                             |          |                                                                               |          |
| 4x100 m stile libero | Germania Katrin Meißner Simone Osygus Antje Buschschulte Sandra Völker  | 3'41"49  | Svezia Louise Jöhncke Josefin Lillhage Malin Svahnström Therese Alshammar   | 3'43"69  | Russia Svetlana Lešukova Natal'ja Meščerjakova Inna Jaickaja Nadežda Čemezova | 3'44"72  |
| 4x200 m stile libero | Germania Dagmar Hase Janina Götz Antje Buschschulte Kerstin Kielgass    | 8'03"59  | Svezia Louise Jöhncke Josefin Lillhage Johanna Sjöberg Malin Svahnström     | 8'04"53  | Danimarca Britt Raab Berrit Pugaard Mette Jacobsen Ditte Jensen               | 8'07"26  |
| 4x100 m misti        | Germania Antje Buschschulte Sylvia Gerasch Katrin Meißner Sandra Völker | 4'07"73  | Russia Ol'ga Kočetkova Ol'ga Landik Svetlana Pozdeeva Natal'ja Meščerjakova | 4'09"04  | Regno Unito Sarah Price Jaime King Caroline Foot Karen Pickering              | 4'10"31  |

## Tuffi

### Uomini
| Evento              | Oro                                     | Perform. | Argento                                  | Perform. | Bronzo                                       | Perform. |
| Tuffi individuali   |                                         |          |                                          |          |                                              |          |
| Trampolino 1m       | Andreas Wels                            | 362.10   | Holger Schleps                           | 357.12   | Rafael Álvarez                               | 355.56   |
| Trampolino 3m       | Dmitrij Sautin                          | 661.68   | Andreas Wels                             | 609.39   | Stefan Ahrens                                | 597.66   |
| Piattaforma 10m     | Jan Hempel                              | 609.48   | Yaroslav Makogin                         | 600.48   | Heiko Meyer                                  | 571.44   |
| Tuffi sincronizzati |                                         |          |                                          |          |                                              |          |
| Trampolino 3m       | Germania Alexander Mesch Holger Schleps | 284.34   | Spagna José Luis Hidalgo Rubén Santos    | 283.92   | Italia Nicola Marconi Donald Miranda         | 277.92   |
| Piattaforma 10m     | Germania Jan Hempel Michael Kühne       | 300.84   | Russia Igor' Lukašin Aljaksandr Varlamaŭ | 272.20   | Francia Gilles Emptoz-Lacote Frédéric Pierre | 252.12   |

### Donne
| Evento              | Oro                                       | Perform. | Argento                                    | Perform. | Bronzo                            | Perform. |
| Tuffi individuali   |                                           |          |                                            |          |                                   |          |
| Trampolino 1m       | Vera Il'ina                               | 268.14   | Irina Laško                                | 264.72   | Dörte Lindner                     | 264.36   |
| Trampolino 3m       | Julija Pachalina                          | 567.30   | Vera Il'ina                                | 524.28   | Anna Lindberg                     | 508.02   |
| Piattaforma 10m     | Ol'ga Christoforova                       | 441.60   | Annika Walter                              | 438.66   | Svitlana Serbina                  | 438.51   |
| Tuffi sincronizzati |                                           |          |                                            |          |                                   |          |
| Trampolino 3m       | Germania Claudia Bockner Conny Schmalfuss | 267.96   | Russia Irina Laško Julija Pachalina        | 264.24   | Spagna Julia Cruz Dolores Sáez    | 244.20   |
| Piattaforma 10m     | Germania Anke Piper Ute Wetzig            | 269.76   | Francia Odile Arboles-Souchon Julie Danaux | 240.54   | Austria Marion Reiff Anja Richter | 215.67   |

## Nuoto sincronizzato
| Evento  | Oro                                     | Perform. | Argento                               | Perform. | Bronzo                             | Perform. |
| Solo    | Ol'ga Brusnikina                        | 99.240   | Virginie Dedieu                       | 97.440   | Giovanna Burlando                  | 95.960   |
| Duo     | Russia Ol'ga Brusnikina Marija Kiselëva | 99.160   | Francia Virginie Dedieu Myriam Lignot | 97.040   | Italia Giada Ballan Serena Bianchi | 95.760   |
| Squadra | Russia                                  | 99.240   | Francia                               | 97.040   | Italia                             | 95.240   |

## Pallanuoto
| Evento                  | Oro      | Argento    | Bronzo      |
| T. Maschile (Dettagli)  | Ungheria | Jugoslavia | Russia      |
| T. Femminile (Dettagli) | Italia   | Russia     | Paesi Bassi |